# Amr Waked
Amr Waked (in arabo عمرو واكد‎?; Il Cairo, 12 aprile 1973) è un attore egiziano.

## Biografia
Noto per aver interpretato personaggi mediorientali e mediterranei, è conosciuto dal pubblico internazionale e a Hollywood per il ruolo ricoperto nel film Syriana.
Fra i personaggi interpretati spiccano lo Yemeni Sheikh Muhammad nel film Il pescatore di sogni, e Pierre Del Rio nel film Lucy di Luc Besson.
Figlio di ottima famiglia, si è laureato all'American University de Il Cairo.
Dal 1992 al 2002 ha recitato in teatro. È considerato uno degli attori egiziani più bravi ed impegnati.
Agli esordi ha lavorato anche come agente di Borsa, prima di dedicarsi definitivamente alla carriera di attore.
Waked si è unito alla protesta egiziana contro il governo nel 2011 e anche a quella del giugno del 2013 contro Mohamed Morsi.

## Filmografia

### Cinema
- Gannat al shayateen (The Paradise of the Fallen Angels) (2000)
- Lilly (2001)
- Ashab wala business (2001)
- Dail el samakah (2003)
- Sahar el layaly (Sleepless Nights) (2003) (voce)
- Men Naxret ain (From an Eye Look) (2004)
- Ahla al awkat (The Best of Times) (2004)
- Khalty Faransa (2004)
- Tito (2004)
- Sib wana Aseeb (2004)
- Kalam fel hob (2005)
- Dam el ghazal (The Gazelle's Blood) (2005)
- Syriana (2005)
- Genenet al asmak (The Aquarium) (2008)
- Ibrahim Labyad (2009)
- Al Mosafer (The Traveller) (2009)
- Il padre e lo straniero (2010)
- The Road to Atalia (2010)[1]
- Contagion, regia di Steven Soderbergh (2011)
- Il pescatore di sogni (Salmon Fishing in the Yemen), regia di Lasse Hallström (2011)
- Lucy, regia di Luc Besson (2014)
- Geostorm, regia di Dean Devlin (2017)
- Wonder Woman 1984, regia di Patty Jenkins (2020)
- L'ultima regina - Firebrand (Firebrand), regia di Karim Aïnouz (2023)
- Eagles of the Republic, regia di Tarik Saleh (2025)

### Televisione
- Lahazat Harega – serie TV (2007)
- Casa Saddam – miniserie TV, 3 puntate (2008)
- The Shooting of Thomas Hurndall, regia di Rowan Joffé – film TV (2008)
- Hekayet ElThawra – film TV (2011)
- Spiral – serie TV, 7 episodi (2012)
- Il ritorno di Ulisse (Odysseus) – miniserie TV, 2 puntate (2013)
- Marco Polo – serie TV, 9 episodi (2014)
- Riviera – serie TV, 10 episodi (2017)

### Produttore
- Women from the South, regia di Rami Abduljabar (2007)

### Regista
- Wadaa Helmak (2006)

## Doppiatori italiani
Nelle versioni in italiano, Amr Waked è stato doppiato da:
- Christian Iansante in Casa Saddam, Riviera
- Francesco Bulckaen ne Il ritorno di Ulisse, L'ultima regina - Firebrand
- Stefano Benassi in Marco Polo
- Roberto Gammino ne Il pescatore di sogni
- Michel Ounsa in Lucy
- Frédéric Lachkar in Geostorm
- Gianfranco Miranda in Wonder Woman 1984